# Clima della Puglia
Il clima della Puglia è tipicamente mediterraneo: le zone costiere e pianeggianti hanno estati calde, siccitose e ventilate, con inverni solitamente miti e relativamente piovosi. Le precipitazioni, concentrate durante l'autunno inoltrato e l'inverno, sono comunque scarse e per lo più di carattere piovoso.
Tuttavia, sui monti della Daunia, sul Gargano e sull'alta Murgia le estati sono piuttosto fresche e durante l'inverno non sono rare le precipitazioni nevose e le nebbie notturne, anche persistenti. I valori medi di piovosità sono ovunque compresi tra i 450 e i 650 mm annui, pertanto una certa piovosità si registra sul Gargano e sui monti della Daunia dove localmente cadono 800 mm annui o più.
Considerando le dieci stazioni meteorologiche presenti in Puglia, in media le temperature minime di gennaio sono comprese tra 1,3 °C di Monte Sant'Angelo e 7,5 °C di Santa Maria di Leuca, mentre le massime di luglio vanno dai 24 °C di Monte Sant'Angelo ai 30,6 °C di Foggia Amendola. 
Tra i fenomeni meteorologici estremi della Puglia, si registra l'insolita ondata di alta pressione africana che a giugno 2007 in tutta la regione portò le temperature ben al di sopra dei 40 °C, con picchi di 48 °C nel barese e a Foggia. A dicembre dello stesso anno, si registrarono temperature particolarmente rigide, con precipitazioni nevose di circa 10 cm anche sulla costa. Tra gli altri fenomeni meteorologici insoliti, si annovera un tornado F3 (quindi con venti intorno ai 260 km/h) che nel 1976 colpì Sava, determinando precipitazioni molto intense e venti di inusitata intensità che causarono ingentissimi danni.